# Halmstads BK
Halmstads Bollklubb je švédský fotbalový klub z města Halmstad. Založen byl roku 1914. Čtyřikrát se stal mistrem Švédska (1976, 1979, 1997, 2000), jednou získal švédský pohár (1994–95).